# Université d'État Northeastern
L’université d'État Northeastern (en anglais : Northeastern State University) est une université publique américaine située à Tahlequah (Oklahoma). Fondée en 1851, elle compte 9 261 étudiants.